# Nexity
Nexity é uma empresa francesa com foco na promoção imobiliária e na prestação de serviços relacionados.
A Nexity atua como uma empresa de incorporação imobiliária na Europa. Suas áreas de trabalho incluem propriedades residenciais, edifícios de escritórios, escritórios, parques comerciais, armazéns, centros de distribuição, escritórios e hotéis. A empresa também oferece serviços de investimento imobiliário, gestão de ativos e propriedades residenciais e comerciais. Isso é realizado por meio de várias divisões.